# 晏明
晏明，《三國演義》裡第四十一回登場的虛構人物，曹洪部下副将，身長一丈，膀阔腰圆，手持三尖两刃刀，臂力惊人。长坂坡之战与赵云交战时，不到三个回合，便被赵云以巧力刺死。
在CAPCOM街机横版过关游戏《吞食天地II 赤壁之戰》中，晏明是STAGE 6“长坂橋”的关底BOSS，与夏侯杰同时出现，其威力十分强大，与《三国演义》中的晏明不可同日而语。